# I Want Your Sex
«I Want Your Sex»  es una canción compuesta, interpretada y producida por el cantante británico George Michael, incluida en su primer álbum de estudio, Faith (1987). La compañía discográfica Epic Records la publicó como el primer sencillo del disco el 1 de junio de 1987, Fue incluida en la banda sonora de la película Beverly Hills Cop II.  

## Historia
"I Want Your Sex" se convirtió en el segundo sencillo número uno en el mundo después de la canción "I Knew You Were Waiting (for Me)" (a dueto con Aretha Franklin).
La canción fue prohibida por muchas radioemisoras en horario diurno tanto en Estados Unidos como en Gran Bretaña, debido a su letra sugestiva. MTV sólo mostraría el video en horario nocturno debido a las escenas subidas de tono. La censura sobre la canción fue una sorpresa para George, porque su intención no fue provocar u ofender. 
Muchas radioemisoras tocaron una versión más suave de la canción, I Want Your Love, en la cual la palabra "love" reemplazaba a la palabra "sex".

## Video Musical
El video mostraba a la audiencia que el acto era algo bello si el sexo era monógamo. El mismo estaba coprotagonizado por Kathy Jeung, quien era pareja de Michael en ese momento.
Una de las escenas criticadas involucraba a George Michael "escribiendo" la palabra "explore" ("explora") con lápiz labial en el muslo de Jeung, seguida por la palabra "monogamy" ("monogamia") en su espalda. Al final del video se muestra la frase "explore monogamy"  ("explora la monogamia").
En 2002, después de la gran controversia que siguió el lanzamiento de la canción, el video musical se ubicó en el puesto 3 de la clasificación de MTV2 sobre los videos más controvertidos en emitirse en MTV.

## Sencillo
7": Epic / LUST 1 (UK)
1. «I Want Your Sex» (Rhythm 1: Lust) - 4:44
2. «I Want Your Sex» (Rhythm 2: Brass In Love) - 4:43
12": Epic / LUST T1 (UK)
1. «I Want Your Sex» (Monogamy Mix) - 13:12
2. «Hard Day» - 4:51
CD: Epic / CD LUST 1 (UK)
1. «I Want Your Sex» (Monogamy Mix)" - 13:12
CD: Epic / 654 601-3 (UK) 1989
1. «I Want Your Sex» (Parts 1 & 2) - 9:13
2. «A Different Corner» - 3:59
3. «Careless Whisper» (Extended mix) - 6:30

## Posicionamiento
| Listas (1987)  | Posición |
| -------------- | -------- |
| Austria        | 2        |
| Estados Unidos | 2        |
| Francia        | 11       |
| Noruega        | 3        |
| Reino Unido    | 3        |
| Suecia         | 8        |
| Suiza          | 4        |